# 華倫·威廉
華倫·威廉（Warren William，1894年12月2日—1948年9月24日）是一位美國百老匯和好萊塢演員，在1930年代初非常受歡迎，被暱稱為“前法典之王”。他是第一位扮演佩瑞·梅森的演員。

## 私生活
儘管在銀幕上華倫·威廉是一位讓觀眾又愛又恨的演員，但在銀幕之外，他是一位注重隱私的人，他和妻子海倫都遠離聚光燈。人們常說他在現實生活中很害羞。曾與華倫·威廉聯合主演瓊·布朗德爾曾說過，「[他]......已經是個老人了—即使年輕的時候也是如此。」
1948年9月24日，華倫·威廉因多發性骨髓瘤去世。幾個月後，他的妻子也去世了。1960年2月，他因對電影的貢獻而在好萊塢星光大道上留下一顆星。

## 外部連結
- 華倫·威廉在互联网电影资料库（IMDb）上的資料（英文）
- 在Find a Grave上的華倫·威廉